# Ascogaster nachitshevanica
Ascogaster nachitshevanica är en stekelart som beskrevs av Abdinbekova 1969. Ascogaster nachitshevanica ingår i släktet Ascogaster och familjen bracksteklar. Inga underarter finns listade.